# Salmasellus steganothrix
Salmasellus steganothrix là một loài chân đều trong họ Asellidae. Loài này được Bowman miêu tả khoa học năm 1975.